# 倭・高句麗戦争
倭・高句麗戦争（わ・こうくりせんそう）は、古墳時代初期（4世紀終わりから5世紀に掛けて）に朝鮮半島で行われた倭と高句麗の間での戦争。『日本書紀』、『三国史記』、『好太王碑』の記録を見る限り断続的に少なくとも2回以上行われたと思われる。
本項では『好太王碑』に記録された戦争（391年〜404年）をメインに記述する。

## 倭・高句麗戦争（391年〜404年）
『好太王碑』によれば、それまでの百済と新羅はともに高句麗の臣下として服属していたという。
391年以降、倭軍が海を渡って百済や新羅など三韓諸国を幾度に渡って攻撃し、自らの勢力圏を徐々に広げた。
396年、好太王は兵を率いて百済の城々を占領した。兵が首都を包囲するに到り、百済は降伏し高句麗への服従を誓った。好太王は百済王子と貴族子弟を人質と成し、また多数の奴隷を連れて首都へ引き返した。
399年、百済は以前の盟約を破り、倭と同盟を結んだので、好太王は平壌へ侵攻した。其処で、使者としてやって来た新羅の王の謁見を受けた、使者は倭軍が国境を越え新羅と戦闘を行っている窮状を訴え、高句麗に臣従を誓った。好太王はその忠誠心を善として、救援を許した。
400年、高句麗王は新羅を助けるために5万の兵を送った。新羅の首都を包囲していた倭軍は高句麗軍が着くと撤退を開始した。高句麗軍は倭軍を追って任那加羅にある從拔城を攻めると、城の兵民は高句麗に降伏し、攻め落とした。倭軍は塩城を囲んだが、兵民の大半は倭への降伏を拒んだ。その間でも倭の同盟国である安羅の軍によって新羅の城が次々と攻め落とされていた。
404年、倭の軍は突如帯方郡国境を越えて高句麗に侵攻した。高句麗王は平壌から兵を率いて進み、倭軍に大きな損害を被らせた上で打ち破った。